# Lilla Weneda

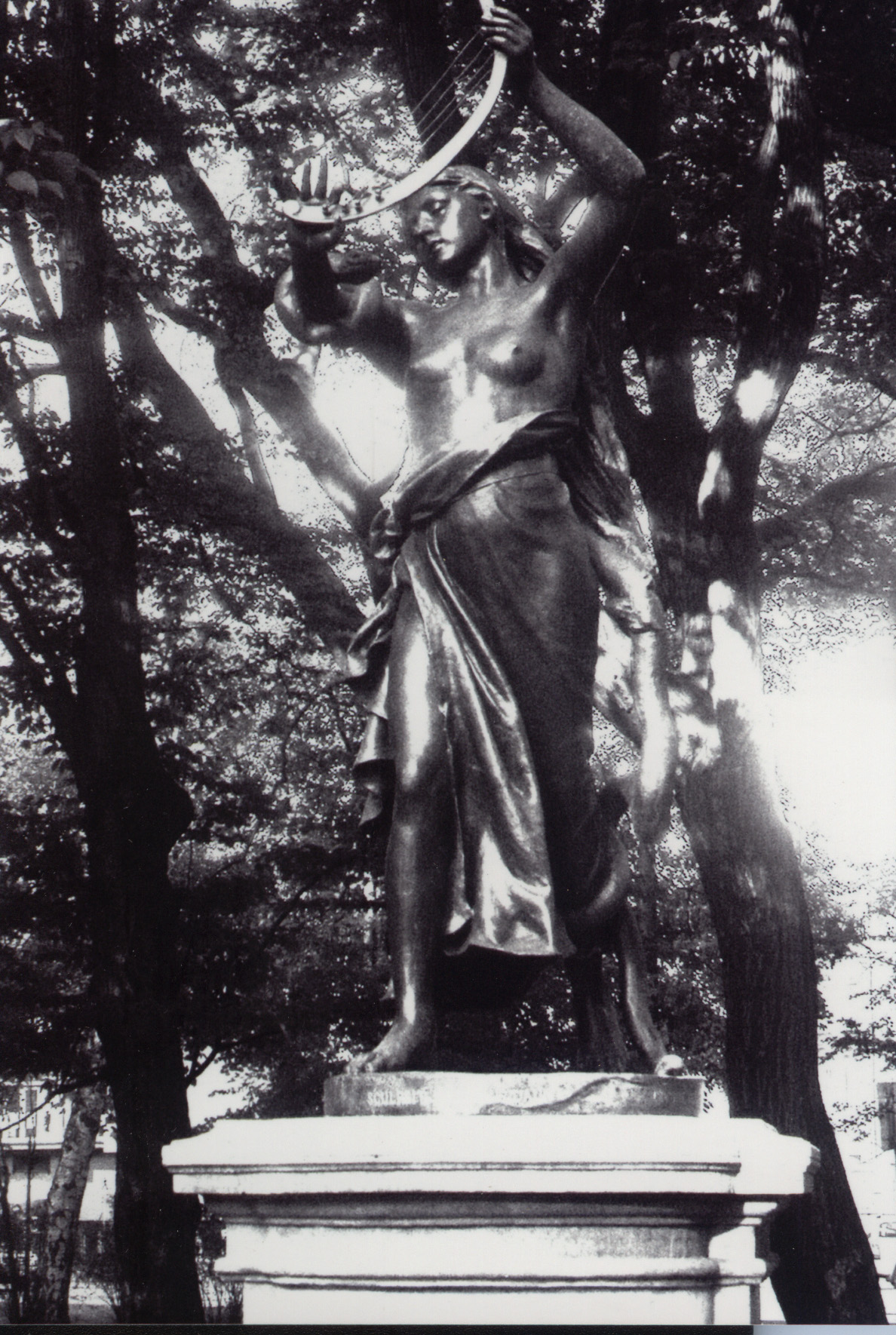
Pomnik Lilli Wenedy na krakowskich Plantach

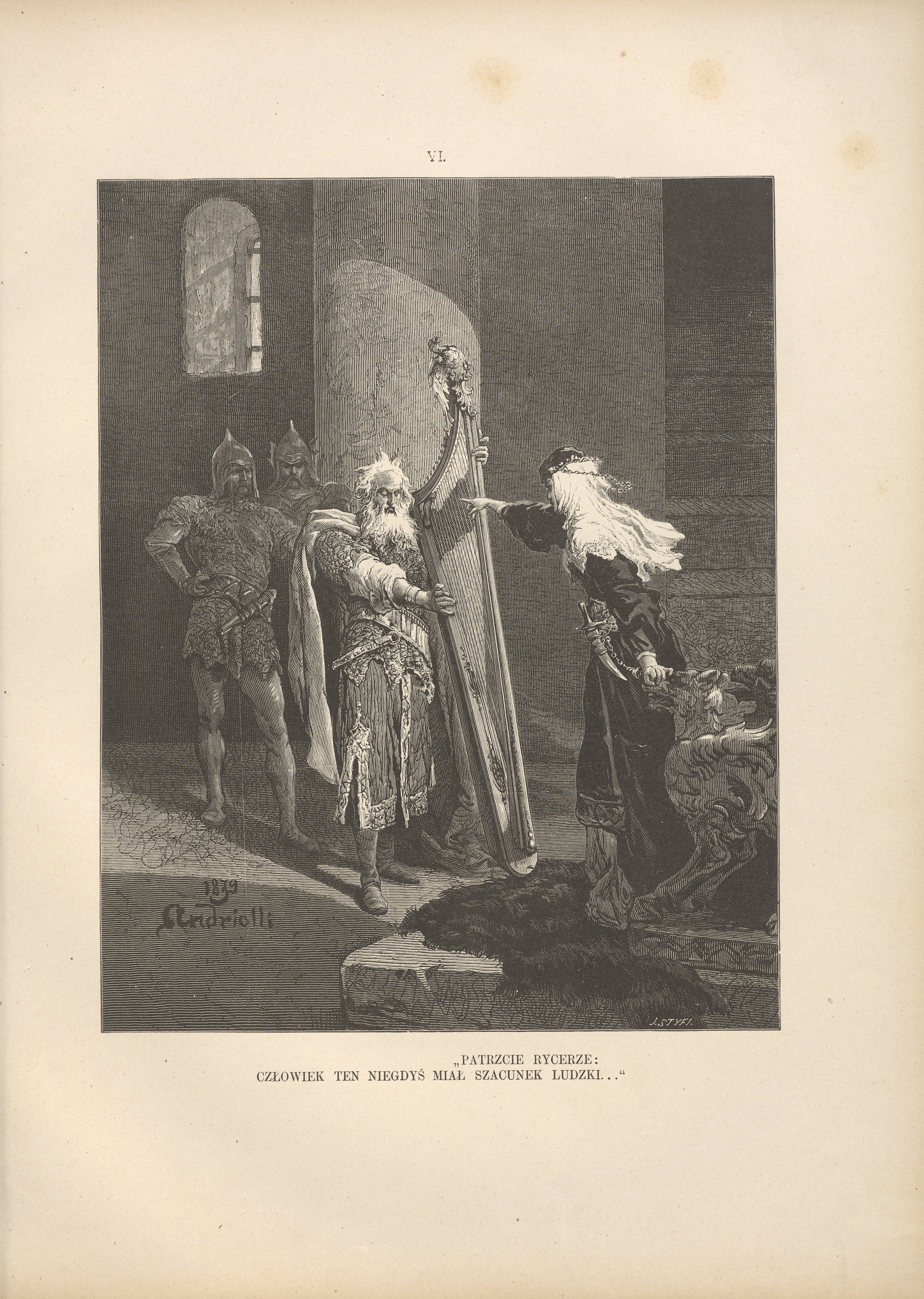
Ilustracja M.E. Andriollego do Lilli Wenedy. Gwinona i Derwid.

Lilla Weneda. Tragedia w pięciu aktach – utwór historiozoficzny napisany przez Juliusza Słowackiego w roku 1839, a wydany w 1840 w Paryżu. Tragedia pisana częściowo wierszem białym, częściowo rymowanym. Została wystawiona 23 czerwca 1863 w teatrze Skarbkowskim we Lwowie. Po raz pierwszy utwór był wydany wraz z listem do Zygmunta Krasińskiego, wierszem List do Aleksandra H. (Hołyńskiego) i Grobem Agamemnona.
Tragedia ta stanowiła inspirację malarską dla m.in. Jacka Malczewskiego i Ferdynanda Ruszczyca. Miała też wpływ na twórczość Antoniego Langego (Wenedzi), Marii Pawlikowskiej-Jasnorzewskiej (Róża, lasy i świat), a także wielu innych pisarzy, młodopolskich i nie tylko.

## Fabuła
Utwór przedstawia tragedię podbitego narodu Wenedów. Styl opisu jest podobny do mitologii celtyckiej, osjanizmu i mitologii nordyckiej.
Akcja utworu rozgrywa się w rejonie jeziora Gopło, w czasie przedhistorycznym. Ukazuje najazd Lechitów – Słowian – inspirowanych przez nordycką królową Gwinonę na celtyckich Wenedów. Wenedowie ponoszą rozpaczliwą klęskę, której przyczyną jest nieokreślona klątwa. Naród ten nie może być w żaden sposób ocalony – jedynie królewska harfa mogłaby go zbawić, lecz zabierają ją najeźdźcy i nie udaje się jej odzyskać.
Tytułowa Lilla jest córką króla Wenedów, miłującą pokój, łagodną harfiarką. Daremnie usiłuje ona ocalić najbliższych i zapobiec zagładzie, na wzór niektórych bohaterek antycznych. Sens beznadziejnej walki rozumie druga córka króla – stylizowana na druidkę literatury romantycznej, podobna do Normy Roza, która przepowiada tragedię już w Prologu i wydaje się popychać Wenedów do klęski. Podczas rozmowy z Harfiarzem wieszczy jednak, że zapłodnią ją popioły rycerzy, a ona sama będzie uświęcona na wzór chrześcijańskiej Marii (Kto konając we mnie uwierzy, / skona spokojny:/ Ja go zemszczę lepiej od ognia i wojny, / lepiej niż sto tysięcy wroga, / Lepiej od Boga...).
Każdy z pierwszych czterech aktów zamyka pieśń Chóru Dwunastu Harfiarzy interpretująca poprzednie wydarzenia. Akt V kończy się wielką klęską Wenedów, śmiercią Lilli Wenedy, jej ojca – Derwida, dwóch braci: Leluma i Poleluma, wreszcie ukazaniem się zwycięskiej Bogarodzicy. Nie da się jednak jednoznacznie zinterpretować znaczenia ostatniej sceny, szczególnie w kontekście przepowiedni Rozy.

## Omówienie
W Lilli Wenedzie Słowacki zastosował zasady budowania tragedii, ale posłużył się też elementami groteski. Uczynił to w celu zdemaskowania postaw upadłych moralnie bohaterów utworu, instytucji i grup społecznych. Nawiązał do propagowanej wtedy przez historyków teorii podboju, która wyjaśniała źródła struktury narodu polskiego i dwoistość jego istoty. W szczególności oparł się na ideach zaprzyjaźnionego z nim Fryderyka Henryka Lewestama, który uważał, że Polacy są częściowo pochodzenia celtyckiego. To spowodowało, że poeta zaczerpnął wątki i motywy z literatury irlandzkiej, a także innych literatur Europy Zachodniej. Interpretacja teorii Lewestama była swobodna, i stanowiła ona tylko jedno ze źródeł inspiracji.
Utwór powstał po upadku powstania 1830. Z tej perspektywy poeta nadaje dodatkowe znaczenie ówczesnej sytuacji Polaków i ukazuje sens dziejów narodowych. Klęski dopatruje się nie tyle w braku bohaterstwa, co w fatalizmie dziejowym, dwoistości ideowej narodu i jego oczekiwaniu na niezwykłe przemiany: motyw magicznej harfy, podobnej do tej, jaką miał ponoć irlandzki bóg Dagda, a która miała „zwyciężyć narody”. Harfa symbolizuje poezję tyrtejską. Można postawić pytanie, czy poezja ma moc sprawczą: czy słowo posiada moc, czy jest bezsilne. Nadzieję poeta widzi jedynie w heroicznej ofierze.
Ze względu na wymowę dramatu i pojawiający się wątek walki o wolność, w 1946 Lilla Weneda została wybrana jako utwór premierowy na otwarcie Teatru Polskiego w zrujnowanej Warszawie.

## Ilustracje Ferdynanda Ruszczyca do Lilli Wenedy

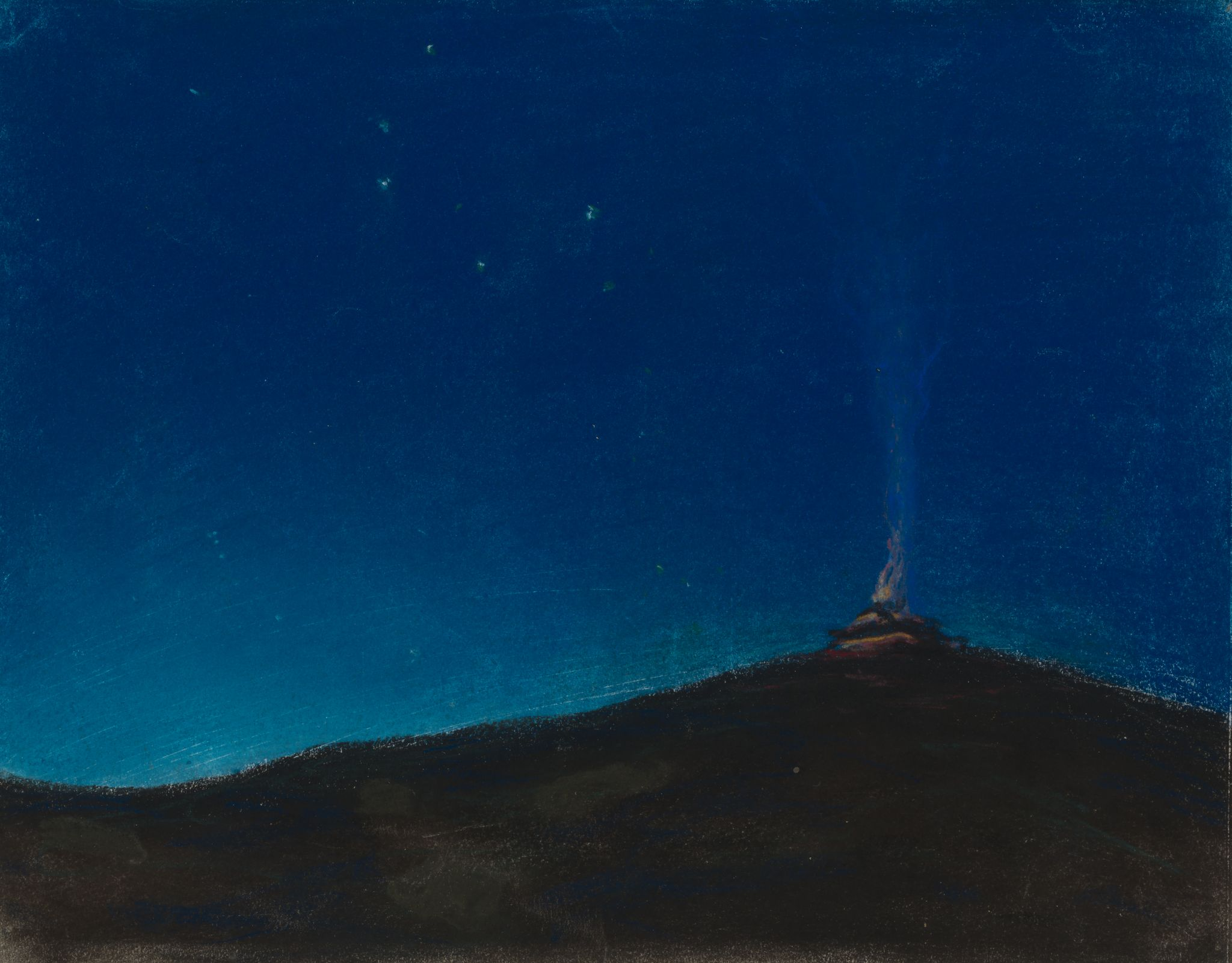
Góra z ołtarzem
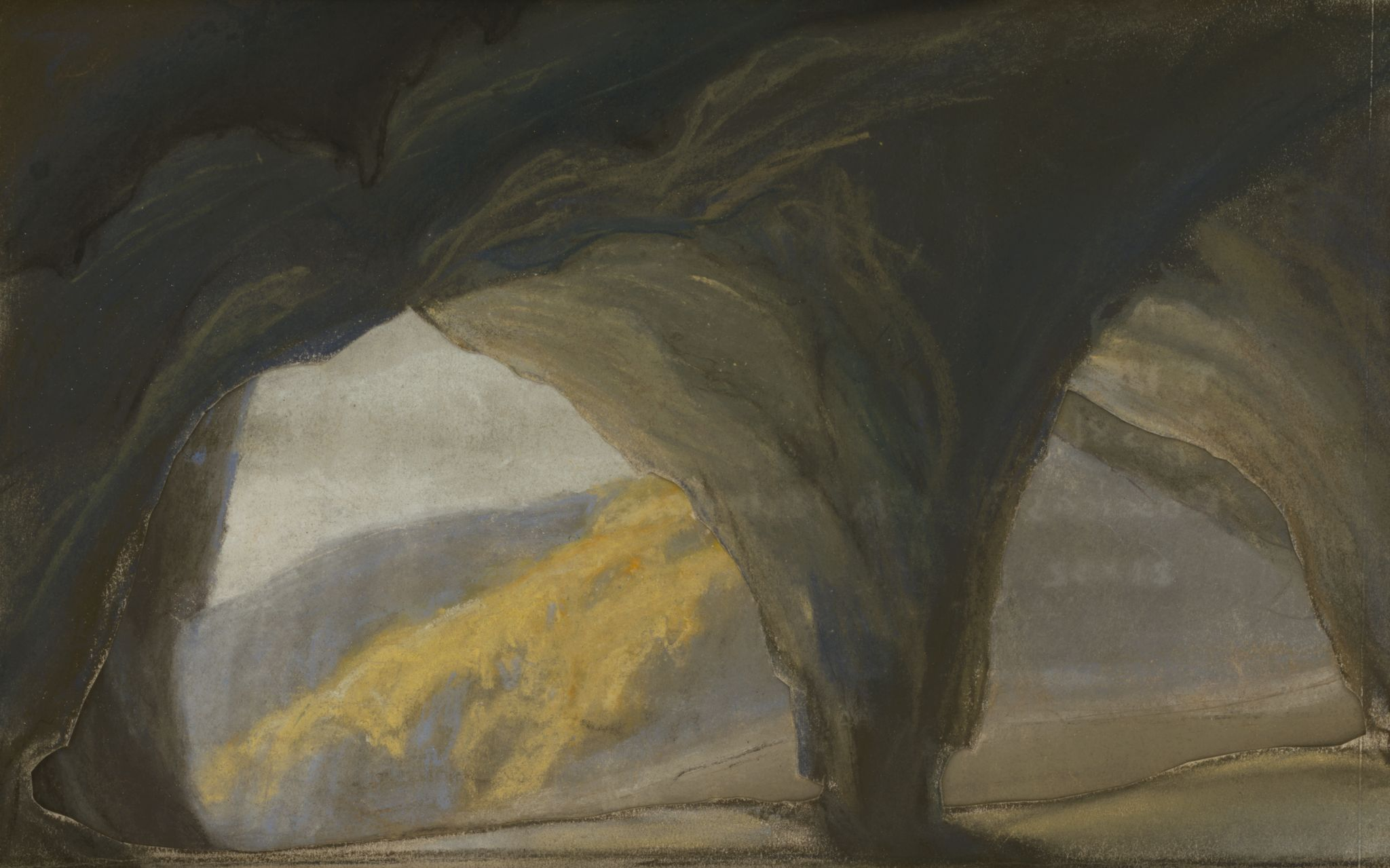
Jaskinia w górach
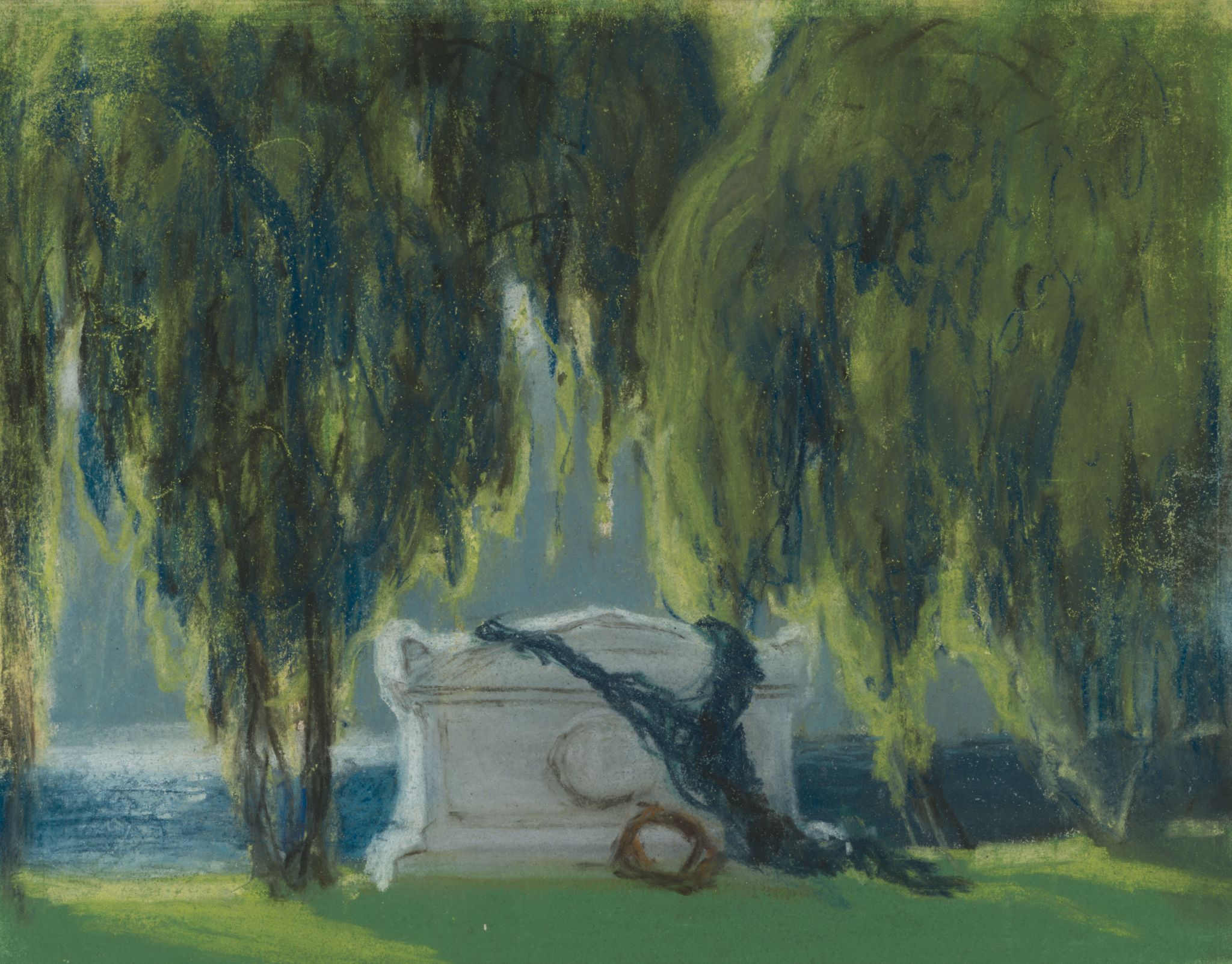
Drzewa przy grobie
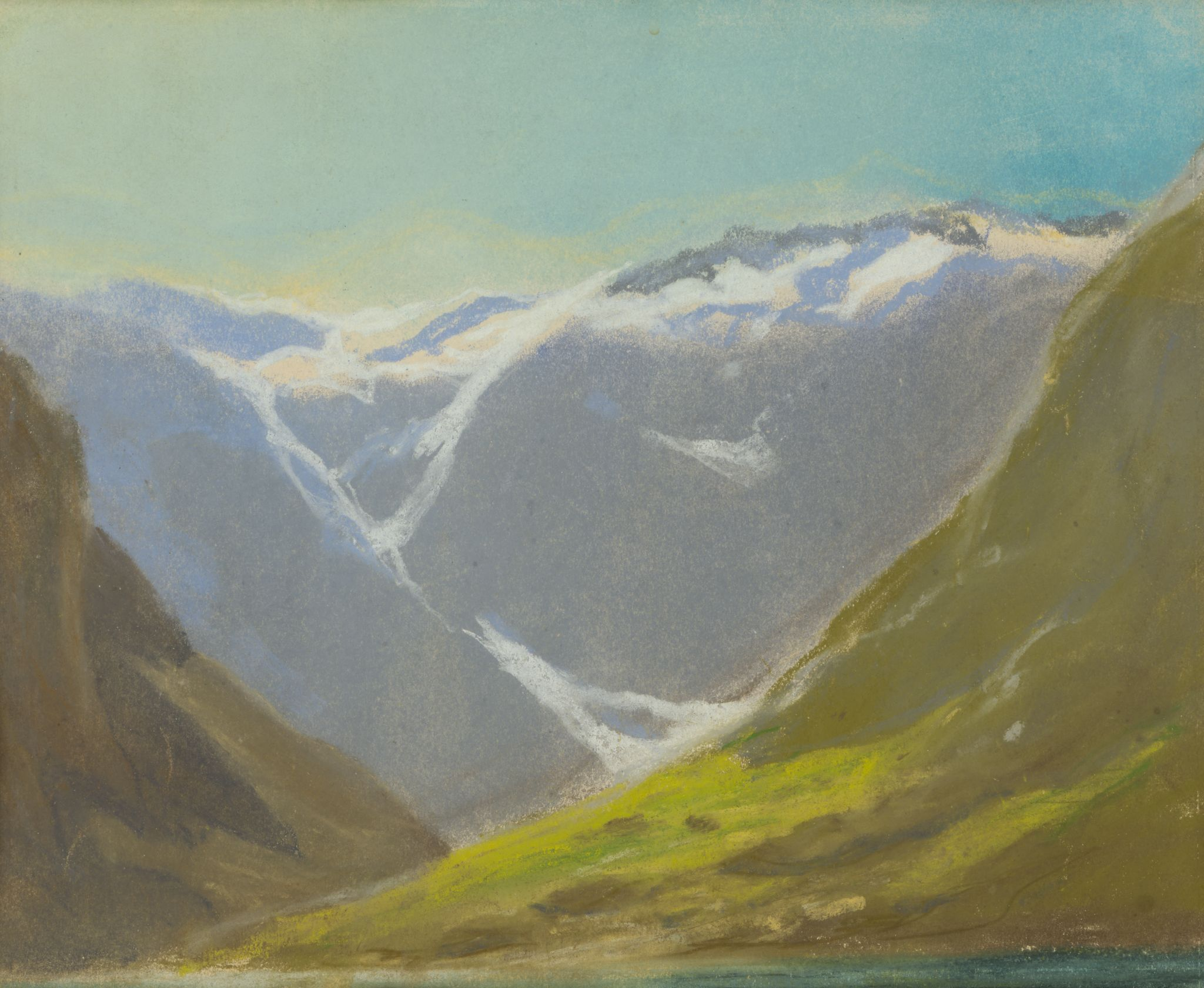
Góry
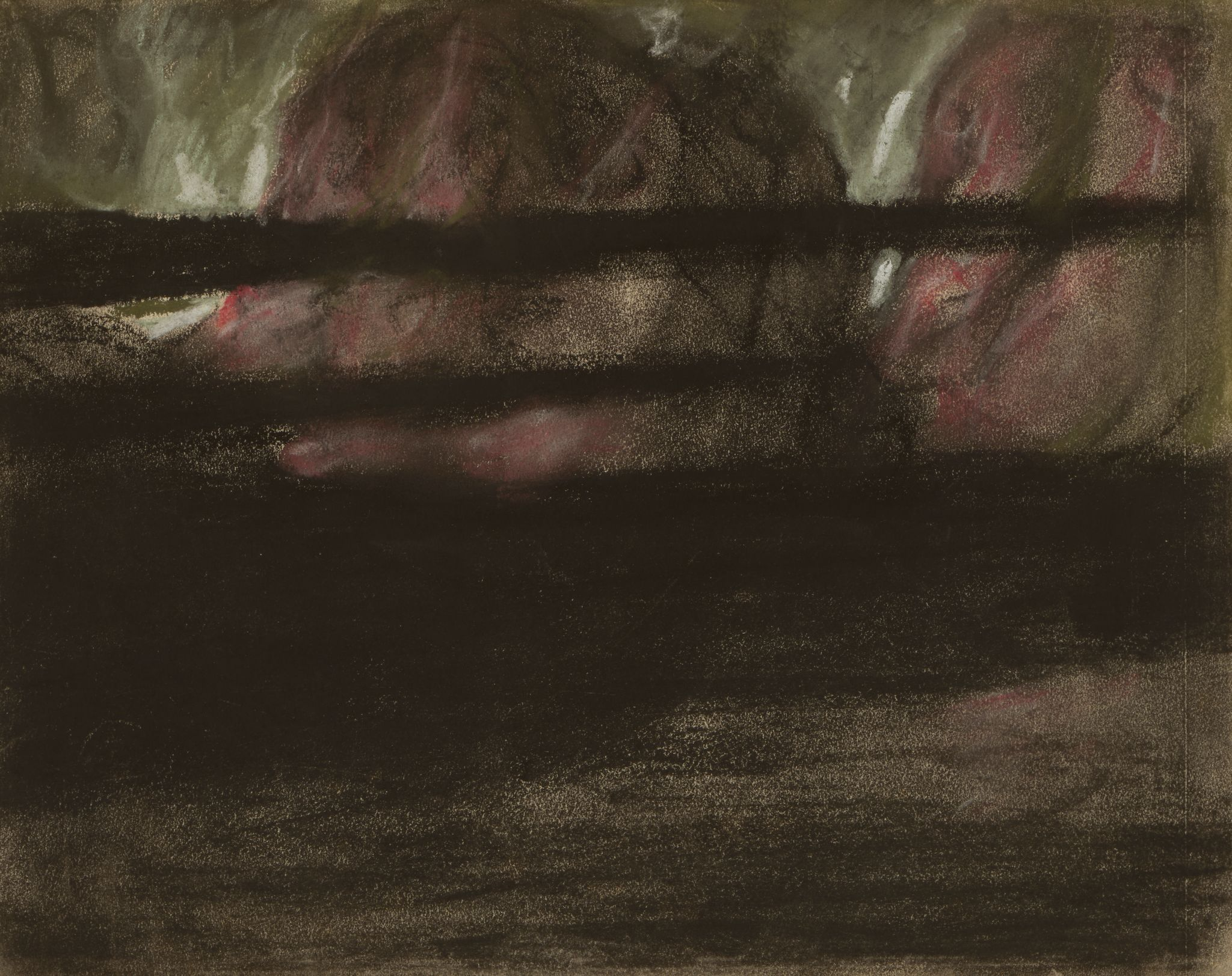
Niebo z chmurami i księżycem
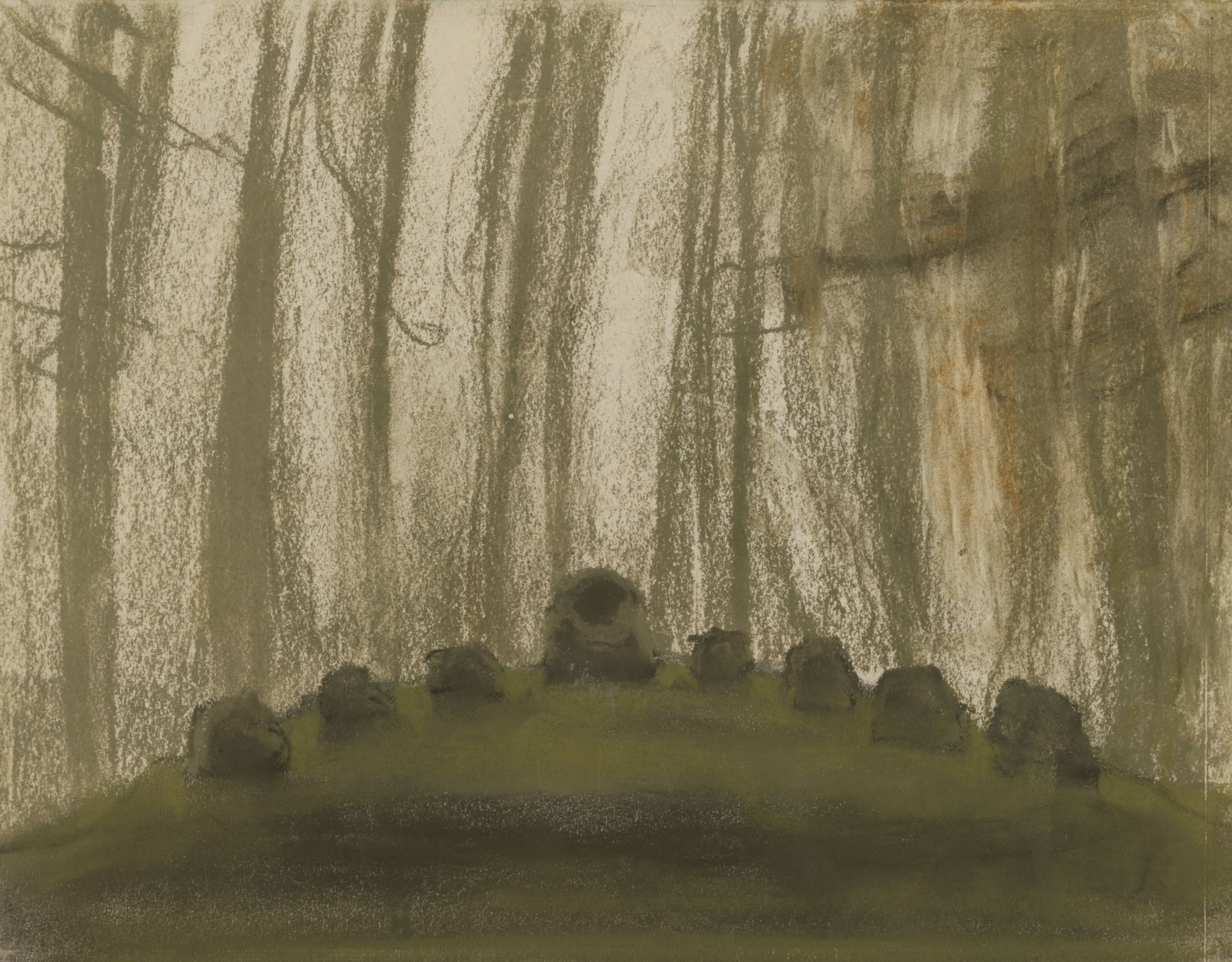
Mądre kamienie w lesie
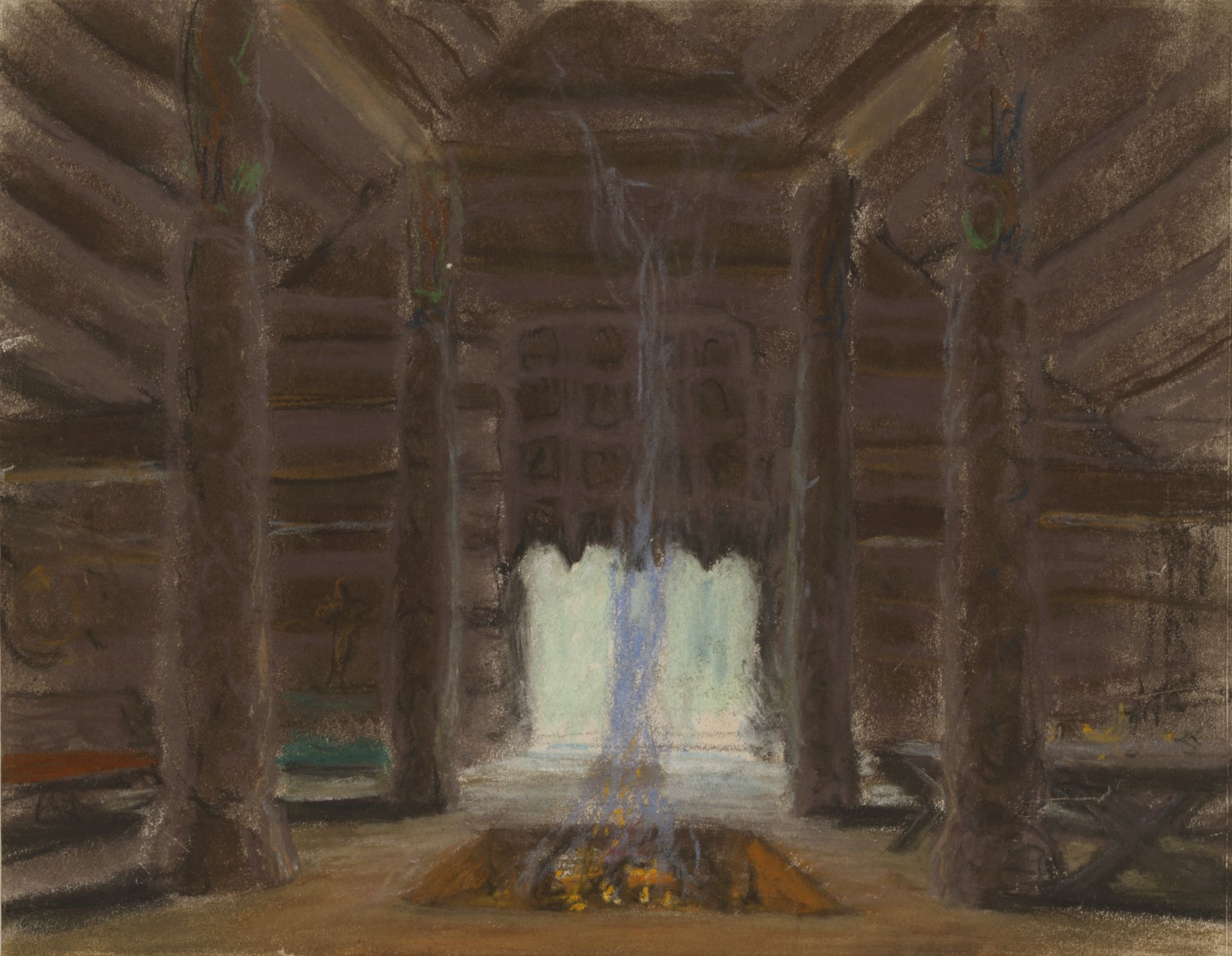
Wnętrze świątyni
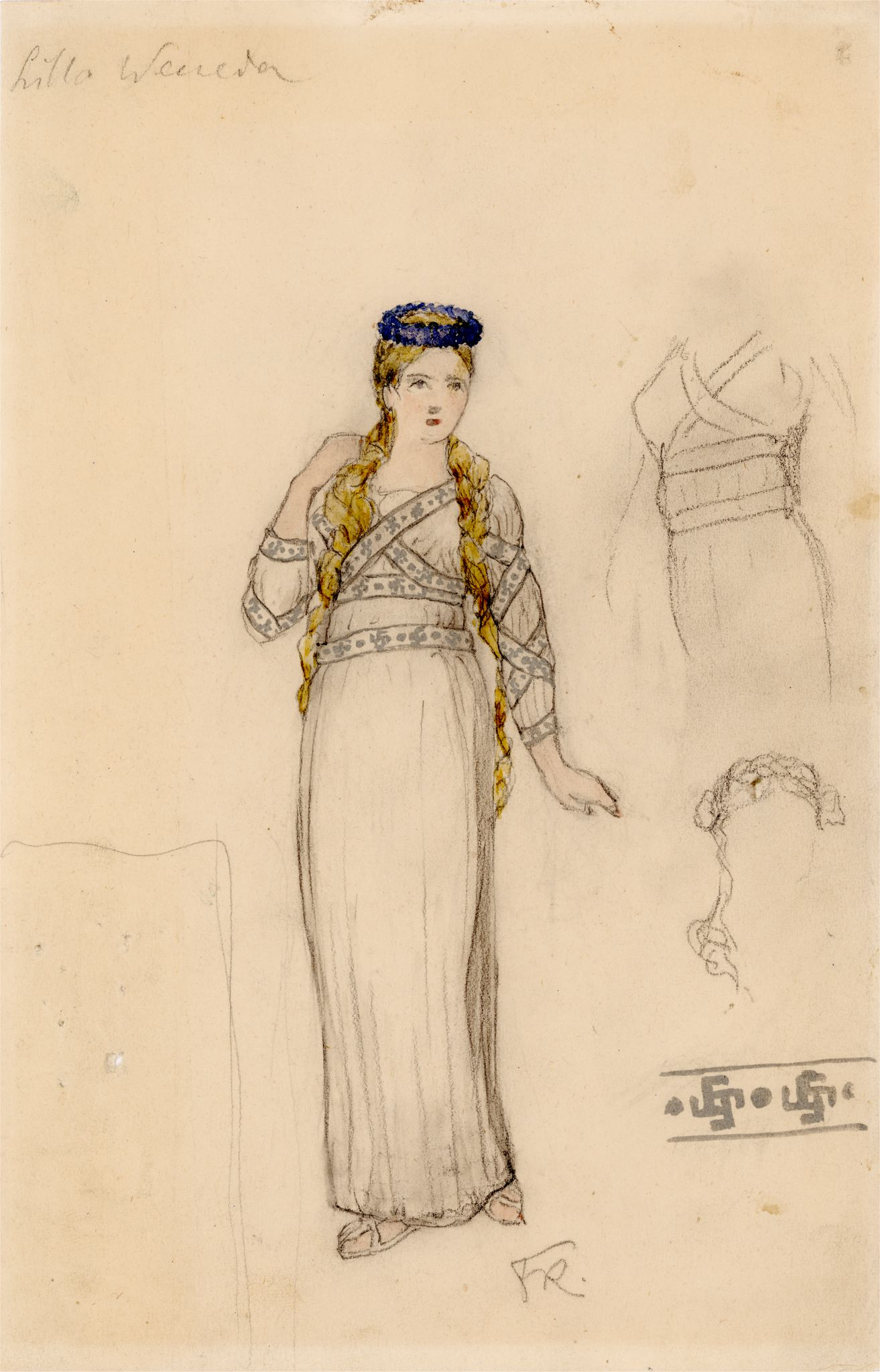
Lilla Weneda
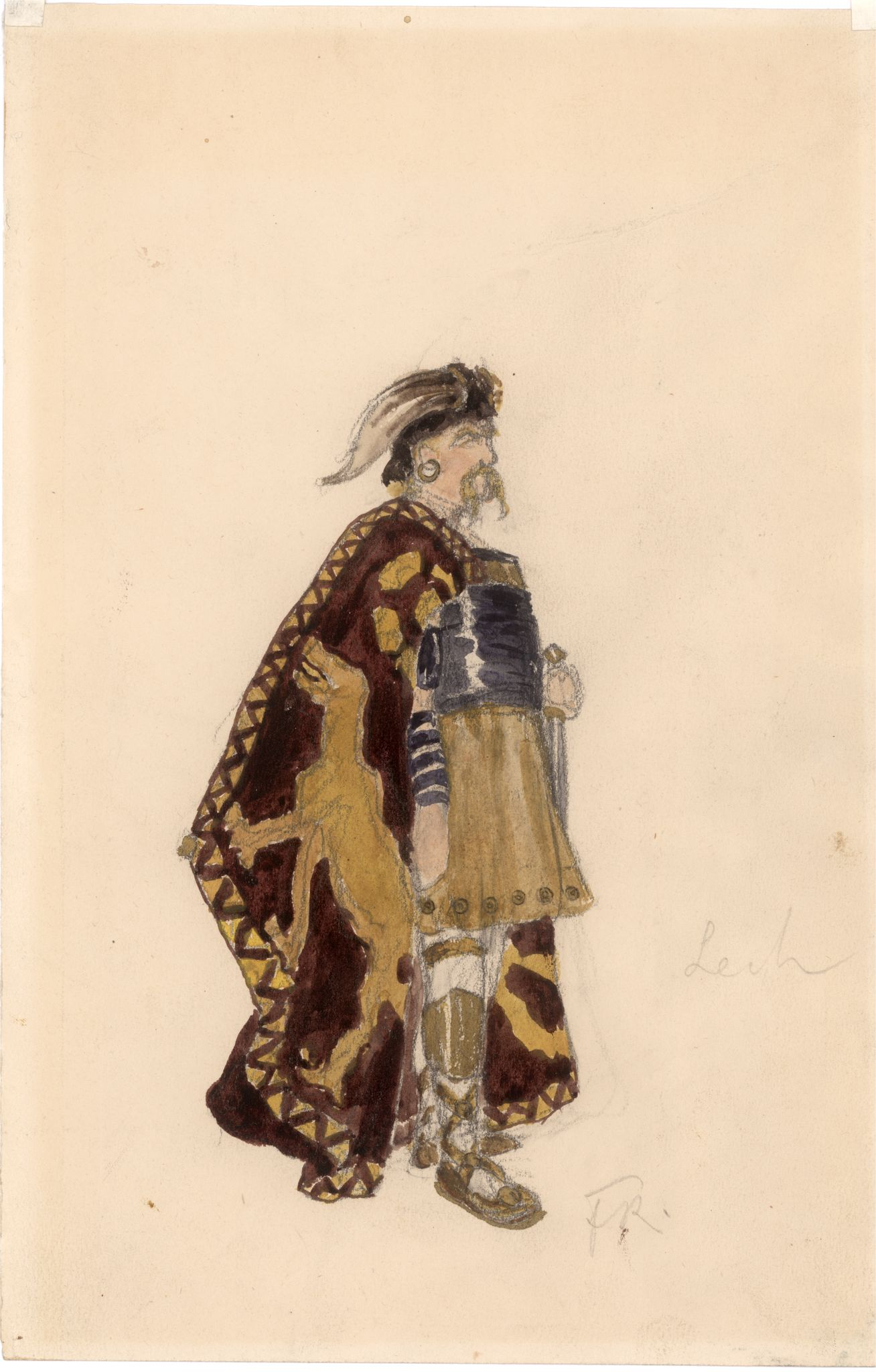
Lech
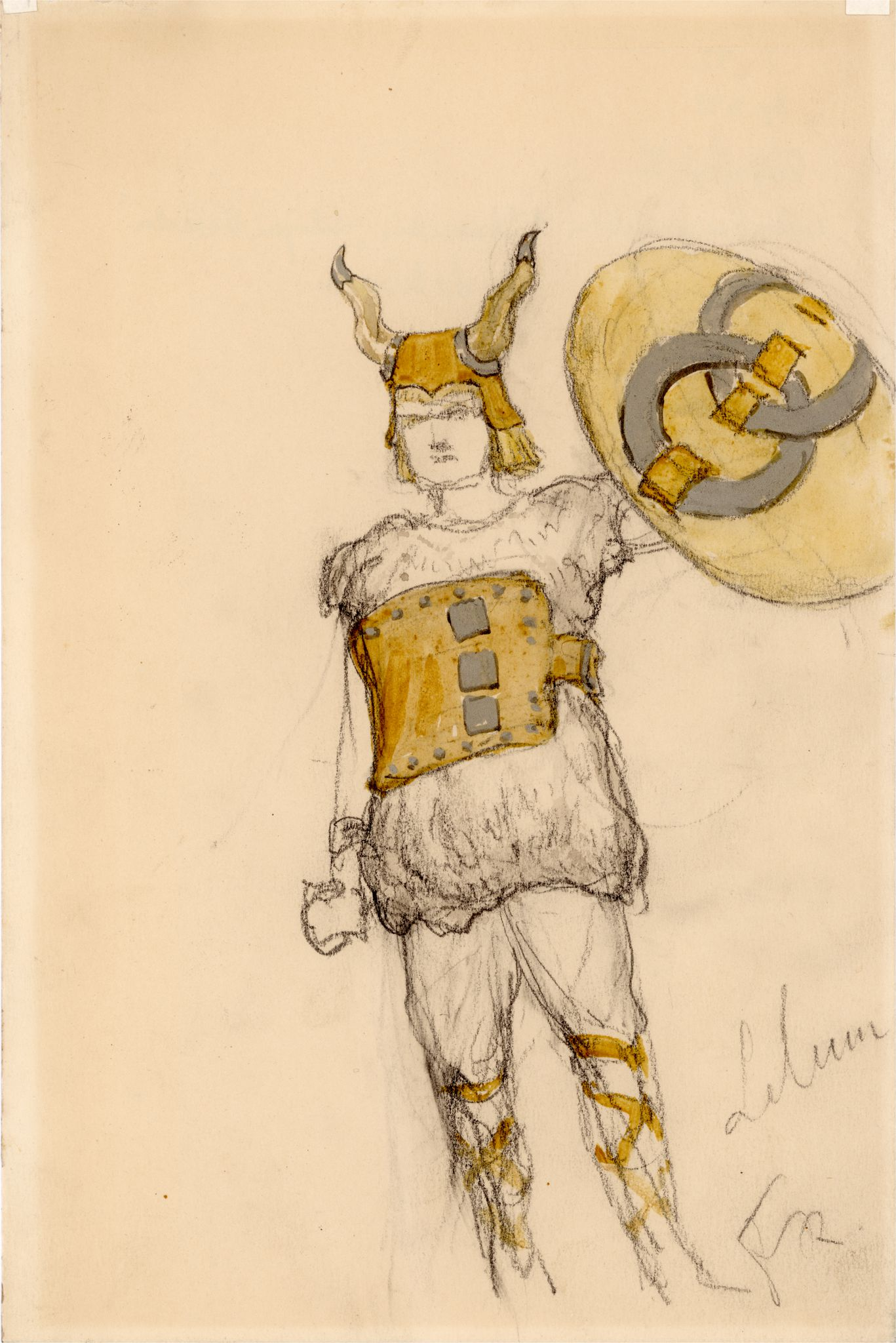
Lelum
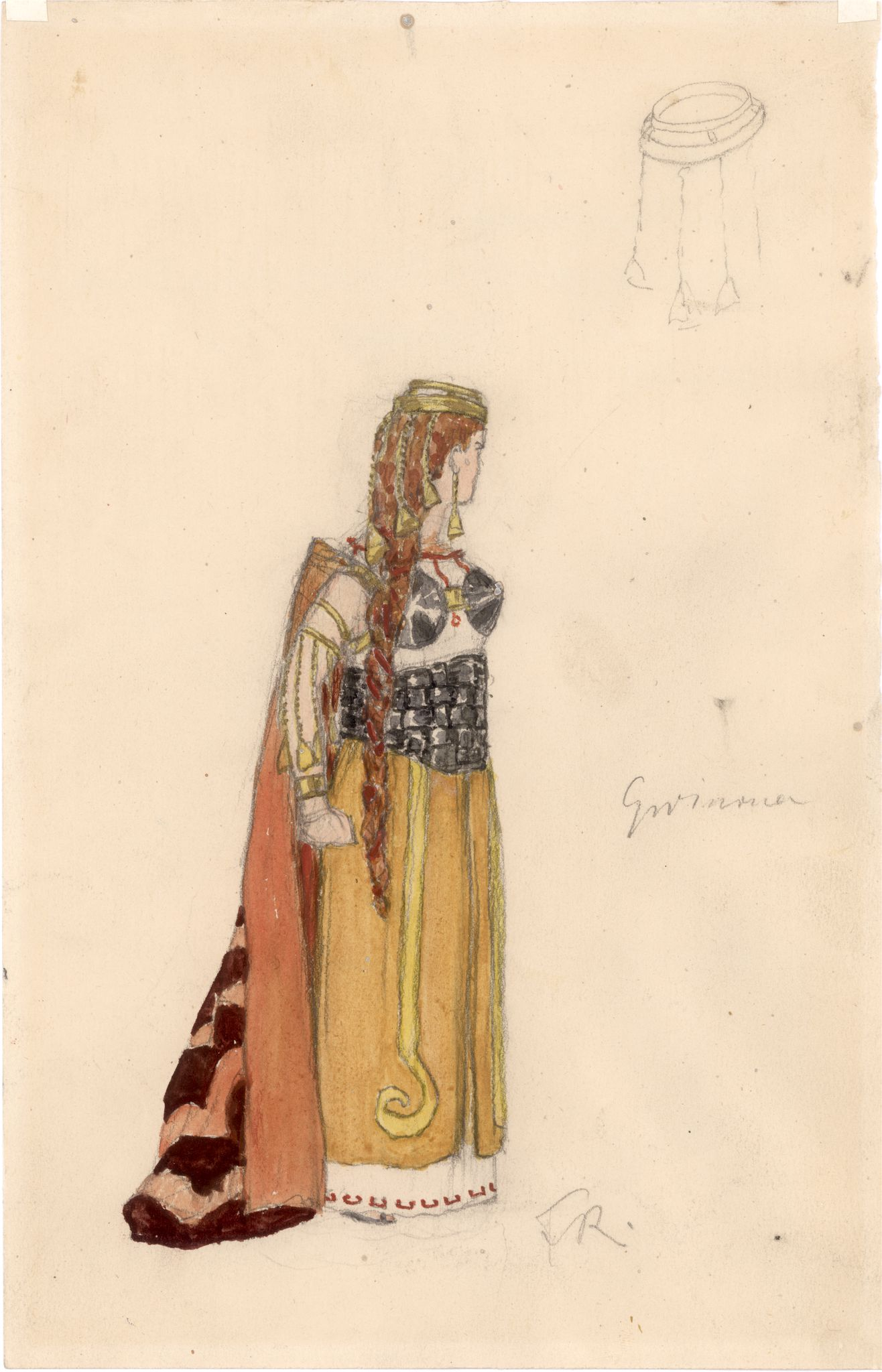
Gwinona
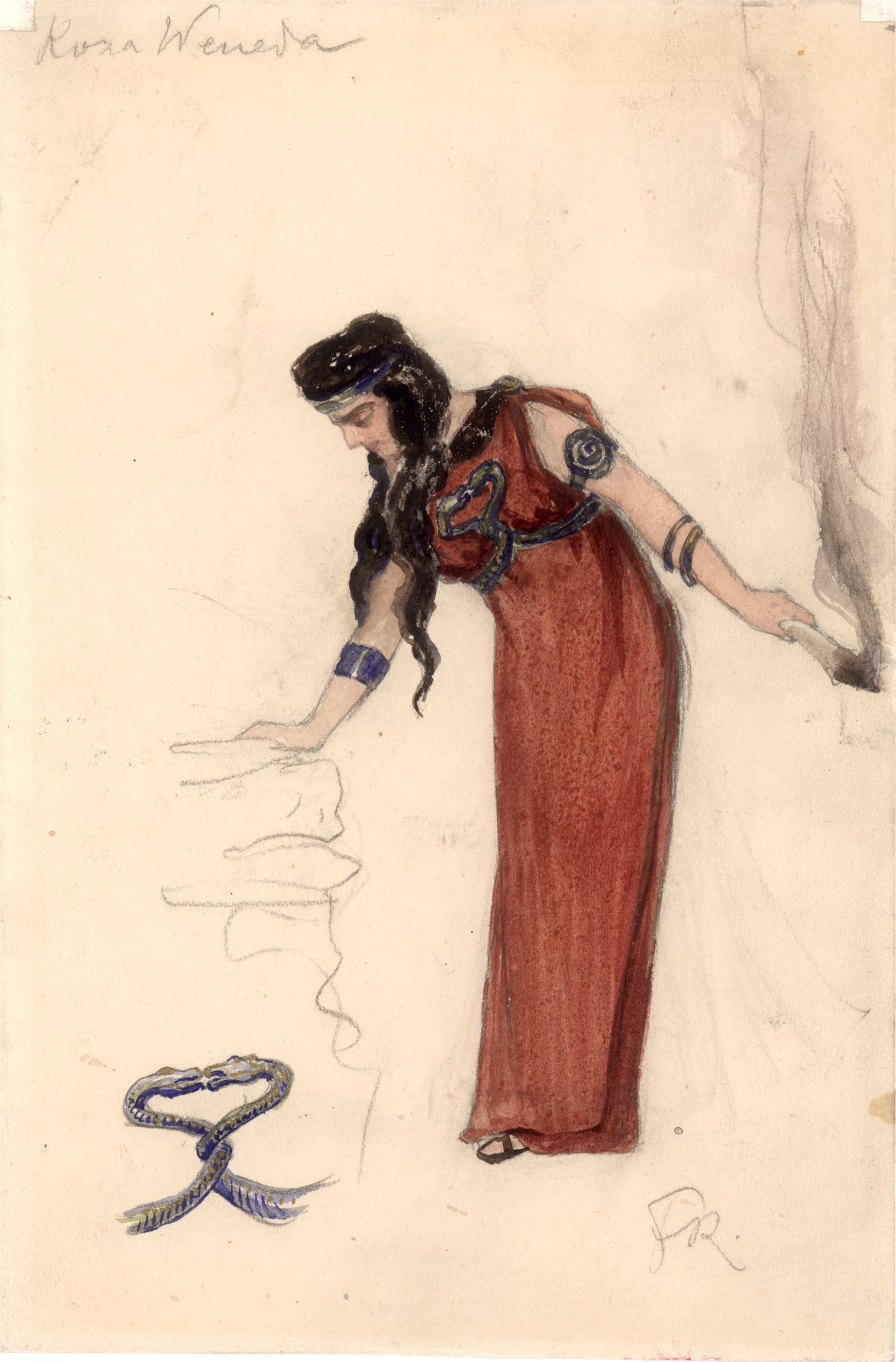
Roza Weneda
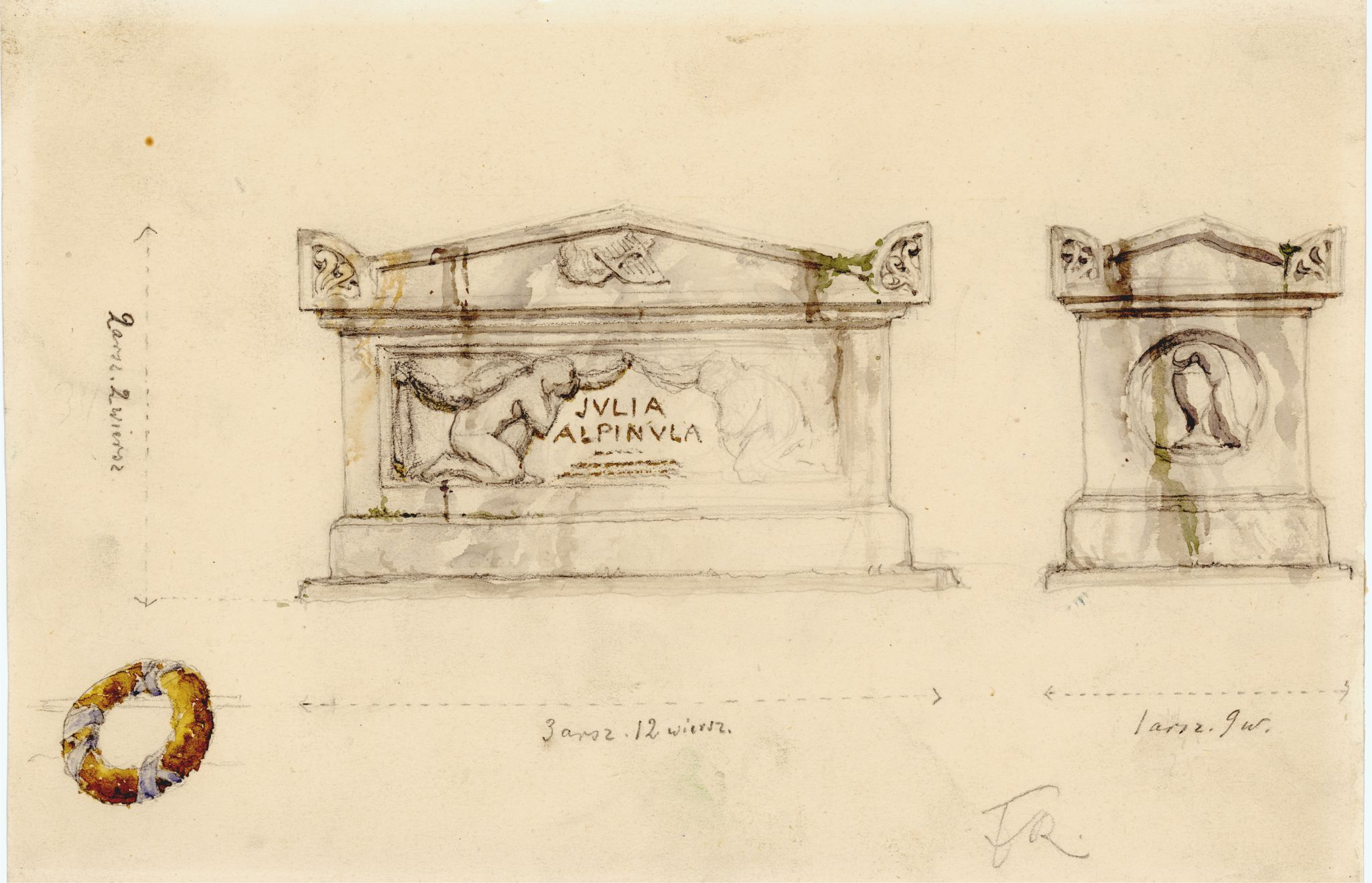
Sarkofag